# Fillumenistica
La fillumenistica (o fillumenia) è l'hobby del collezionismo di differenti oggetti aventi a che fare con i fiammiferi: scatole di fiammiferi, etichette di scatole di fiammiferi, matchbooks, matchcovers, matchsafes, etc.

## Etimologia
Il termine, che deriva dal greco fil- [amore] e dal latino lumen- [luce], fu coniato dal collezionista inglese Marjorie S. Evans nel 1943 (che più tardi divenne il presidente della British Matchbox Label & Booklet Society, in seguito rinominata British Matchbox Label and Bookmatch Society). Una persona che si occupa di fillumenistica si dice un fillumenista. Termini analoghi sono usati anche in molte altre lingue, per esempio philuméniste, fillumenista, Filumenist e филуменист.

## La fillumenistica nel mondo

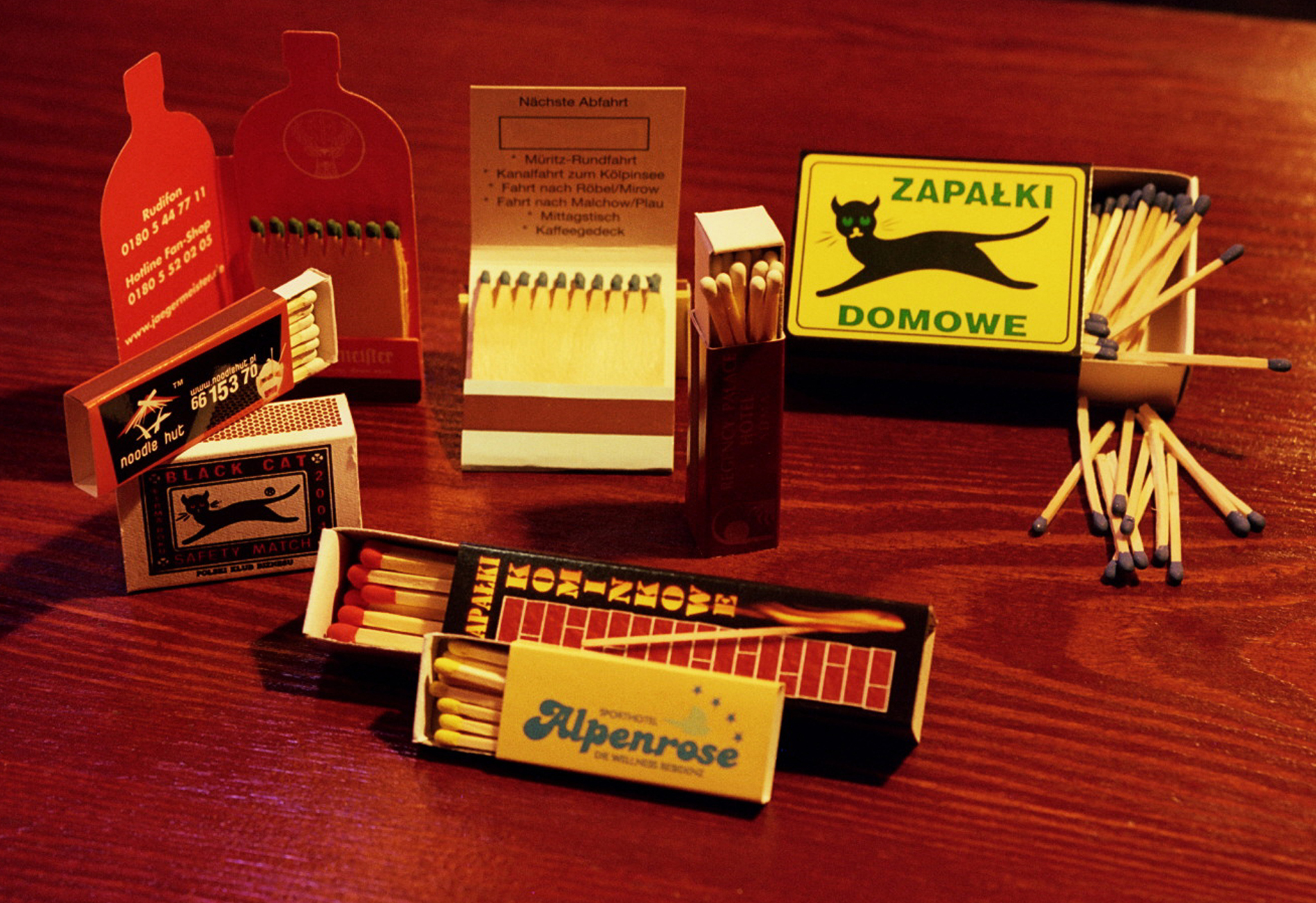
Fiammiferi polacchi fabbricati dalla Częstochowa

Il collezionismo di fiammiferi nacque con i fiammiferi stessi. In alcune collezioni è possibile trovare anche i fiammiferi chimici prodotti tra il 1810 ed il 1815, molto prima dell'arrivo dei fiammiferi moderni. Spesso chi viaggiava portava a casa scatole di fiammiferi come souvenir degli altri paesi. Dopo la seconda guerra mondiale molte fabbriche di fiammiferi lavorarono a stretto contatto con i fillumentisti locali producendo serie speciali. Il passatempo si diffuse specialmente tra gli anni sessanta e gli anni ottanta del XX secolo. La diffusione su larga scala di confezioni di cartone di grande dimensione (rispetto ai desideri dei collezionisti) con immagini meno distintive, una minore qualità di stampa ed anche alcuni fenomeni sociali resero questo passatempo (come molti altri, non connessi con il commercio) molto meno attraente.
L'uso di Internet, permettendo agli appassionati sparsi in tutto il mondo di collaborare, favorisce una nuova generazione di fillumenisti di sfondare, più che raddoppiando i numeri del 2000. Per esempio, nel 1998 esistevano solo sette siti dedicati alla fillumenistica mentre nel 2007 ne esistevano già oltre 100 ed il numero è in rapida crescita grazie anche alla nota "matchbox art" creata da Sven Christoffersen.

## Fillumenisti
In Giappone, Teiichi Yoshizawa è entrato nel Guinness Book of World Records come il più importante fillumenista del mondo. In Portogallo, José Manuel Pereira pubblicò una serie di album per catalogare e mostrare le collezioni di scatole di fiammiferi chiamata "Phillalbum".